# Элвис (фильм, 2022)
«Э́лвис» (англ. Elvis) — биографический фильм режиссёра База Лурмана об Элвисе Пресли, премьера которого состоялась 25 мая 2022 года на Каннском кинофестивале. Главную роль в картине сыграл Остин Батлер.
Фильм имел коммерческий и критический успех, собрав по всему миру 286 миллионов долларов при бюджете в 85 миллионов долларов, а также став вторым самым кассовым музыкальным байопиком всех времён после «Богемской рапсодии» (2018) и четвёртым самым кассовым фильмом австралийского производства. Игра Батлера получила широкое признание, также были отмечены дизайн костюмов, режиссура Лурмана, дизайн, монтаж, звуковое и музыкальное сопровождение.
Американский институт кино назвал «Элвиса» одним из десяти лучших фильмов 2022 года.

## Сюжет
20 января 1997 года бывший менеджер Элвиса Пресли, «Полковник» Том Паркер, оказывается на смертном одре после перенесённого инсульта. Паркер, страдающий игровой зависимостью, которая оставила его без средств к существованию, рассказывает о том, как впервые встретил Пресли.
Пресли, воспитанием которого в основном занималась мать Глэдис, проводит детство в беднейших районах Миссисипи, находя спасение в комиксах о приключениях Капитана Марвела-младшего и в пении. Переехав с родителями в Мемфис, он подвергается насмешкам со стороны сверстников из-за своего увлечения афроамериканской музыкой, которую исполняют на мемфисской улице Бил-стрит. В это время Паркер работает ярмарочным «трюкачом», но воображает себя современным П. Т. Барнумом. Хотя он сотрудничает с кантри-певцом Хэнком Сноу, Паркер осознаёт кроссоверный потенциал Пресли, когда слышит песню «That’s All Right» в его исполнении и выясняет, что её поет белый парень с «чёрным звучанием». В тот же вечер он видит Пресли на музыкальном шоу «Louisiana Hayride» и открывает для себя талантливого музыканта с сексуальной харизмой.
Паркер встречается с Пресли на ярмарке и берёт его под свою опеку. Начинается стремительный взлёт карьеры певца, благодаря чему семья Пресли выбирается из нищеты и переселяется в поместье Грейсленд. Общественность штата разделяется во мнении о Пресли. Считая, что музыка Пресли развращает белых детей и разжигает расовую вражду, сторонник сегрегации и сенатор от южных демократов из Миссисипи Джеймс Истленд вызывает Паркера на неофициальное слушание, во время которого расспрашивает Паркера о его туманном прошлом.
После того как Пресли на концерте в Рассвуд-парке исполняет зажигательные танцы, ему грозит тюрьма. Паркер убеждает правительство призвать Пресли в армию США. Во время службы в Западной Германии Пресли переживает смерть своей матери, вызванную алкоголизмом. Он находит утешение, встретив Присциллу Болье, 14-летнюю дочь пилота ВВС США. После демобилизации он возобновляет свою кинокарьеру и спустя годы женится на Присцилле.
В 1960-х годах убийства Мартина Лютера Кинга-младшего и Роберта Ф. Кеннеди опустошают Пресли, и он хочет обратиться к политической тематике в своей музыке. Однако в предстоящем рождественском телеконцерте Паркер разрешает ему петь только праздничные песни. Пресли ослушивается своего менеджера и в качестве заключительного номера вместо первоначально планировавшейся композиции «I’ll Be Home For Christmas» исполняет «If I Can Dream» с цитатами Лютера Кинга, которая расценивается как «песня-протест». Разгневанные корпоративные спонсоры угрожают судебным разбирательством, а возмущенный Паркер считает, что «хиппи промыли мозги Пресли». Тем не менее, шоу пользуется большим успехом у зрителей.
После окончания шоу Пресли выступает в самом большом концертном зале Лас-Вегаса, расположенном в отеле International, и возобновляет концертные туры. Контроль Паркера над жизнью Пресли ужесточается, когда он отказывает Пресли в просьбе о мировом турне несмотря на первоначальные обещания, и манипулирует им, заставляя подписать длительный контракт на выступления в казино Лас-Вегаса.
Пресли страдает зависимостью от рецептурных лекарств, и отчаявшаяся Присцилла разводится с ним 8 января 1973 года, забрав с собой их дочь Лизу Мари. Пресли узнаёт правду о том, что Паркер не может выехать из США, так как является нелегальным иммигрантом без гражданства по имени Андреас Корнелис ван Кёйк, и увольняет его 3 сентября 1973 года. Паркер и Пресли ссорятся из-за долга последнего в 8 миллионов долларов перед звукозаписывающей компанией. Паркер убеждает Пресли во взаимовыгодности их отношений, и хотя после этого они редко видятся, Паркер остаётся работать его менеджером.
У Пресли плотный график выступлений, который приводит его к нервному истощению. В 1975 году Пресли делится с Присциллой своим самым большим страхом, что его забудут после смерти, так как он считает, что не достиг ничего стоящего. На одном из своих последних концертов 21 июня 1977 года в Рапид-Сити (Южная Дакота) бледный и обрюзгший Пресли исполняет «Unchained Melody» и заканчивает выступление под гром аплодисментов. В заключительных титрах сообщается, что судебные разбирательства, которые начались после смерти Пресли, наконец раскрыли финансовые злоупотребления полковника Паркера в отношении Элвиса. В конце жизни полковник Паркер страдал от проблем со здоровьем и скитался по казино Лас-Вегаса, тратя нажитое в игровых автоматах. В свою очередь Пресли является самым продаваемым сольным артистом в истории (среди певцов и музыкантов), а его влияние на музыку и культуру продолжается.

## В ролях
- Остин Батлер — Элвис Пресли
- Том Хэнкс — полковник Том Паркер
- Люк Брейси — Джерри Шиллинг
- Ричард Роксбург — Вернон Пресли
- Оливия Дейонг — Присцилла Пресли
- Дейкр Монтгомери — Стив Байндер
- Хелен Томпсон — Глэдис Пресли
- Наташа Бассетт — Дикси Лок
- Дэвид Уэнем — Хэнк Сноу
- Келвин Харрисон-младший — Би Би Кинг
- Завьер Сэмюэл — Скотти Мур
- Коди Смит-Макфи — Джимми Роджерс Сноу[3]
- Иоланда Куорти — Розетта Тарп
- Элтон Мэйсон — Литл Ричард
- Леон Форд — Том Дискин[4]
- Кейт Малвэйни (Малвани) — Марион Кейскер
- Дэвид Гэннон — Чарли Ходж
- Адам Данн — Билл Блэк
- Алекс Раду — Джордж Клейн
- Натали Бассингтуэйт — Ди Стэнли

## Разработка

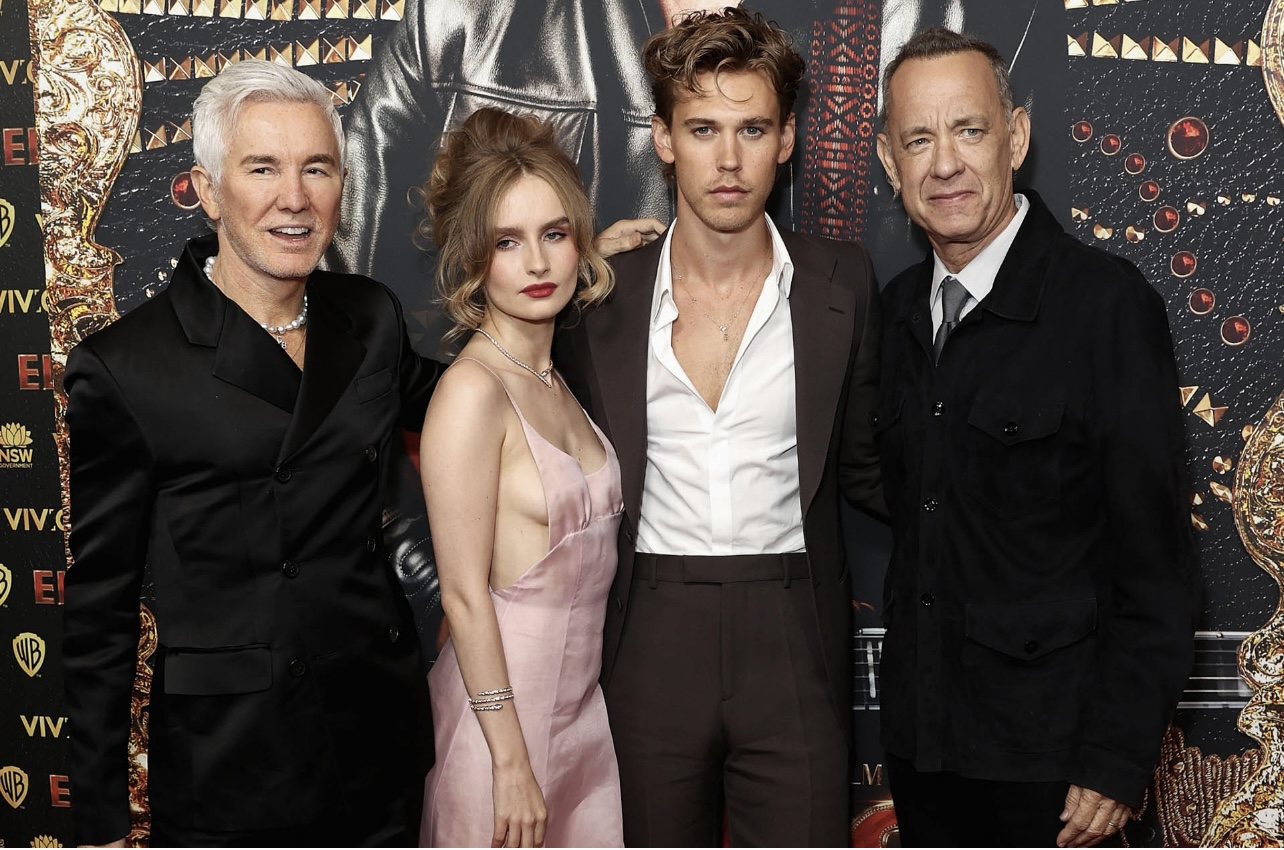
Слева направо: сценарист, режиссёр и продюсер Баз Лурман, актёры Оливия Дейонг, Остин Батлер, Том Хэнкс

Проект был впервые анонсирован в апреле 2014 года, когда Баз Лурманн вступил в переговоры о режиссуре фильма, а Келли Марсел написала сценарий.
О дальнейшем развитии фильма не было известно до 2019 года, когда Том Хэнкс был снят в роли Полковника Тома Паркера. Лурманн был назначен режиссёром, а также заменил Келли Марсел в качестве сценариста Крейгом Пирсом и Сэмом Бромеллом. Первыми претендентами на роль Элвиса Пресли были Ансель Элгорт, Майлз Теллер, Остин Батлер, Аарон Тейлор-Джонсон и Гарри Стайлз. В октябре Оливия Дейонг была приглашена на роль Присциллы Пресли.
Съемки фильма начались в Австралии 28 января 2020 года. 12 марта 2020 года съёмки были остановлены, когда Том Хэнкс и его жена Рита Уилсон получили положительный результат на COVID-19 во время пандемии.
Съемки возобновились 23 сентября 2020 года. Также в сентябре 2020 к актёрскому составу фильма присоединились: Люк Брейси, Ричард Роксбург, Хелен Томсон, Дэйкр Монтгомери, Наташа Бассетт, Завьер (Ксавьер) Сэмюэл, Леон Форд, Кейт Малвани, Гарет Дэвис, Чарльз Граундз, Джош МакКонвилл и Адам Данн. Роксбург и Томсон заменили Сьюэлла и Джилленхола, которые покинули проект в связи с переносом и задержкой съёмок. Также в декабре было объявлено, что Келвин Харрисон-младший будет изображать Б. Б. Кинга. В январе 2021 года сообщалось, что Элтон Мейсон будет изображать Литтл Ричарда в фильме.

## Релиз
Выход фильма был запланирован на 1 октября 2021 года, позже его перенесли на 5 ноября того же года (из-за COVID-19), потом — на 2022 год. Премьерный показ состоялся в мае 2022 года на Каннском кинофестивале.
Фильм вышел в Австралии 23 июня 2022 года и в США 24 июня.

## Признание
На сайте-агрегаторе рецензий Rotten Tomatoes 77 % из 380 отзывов критиков положительные, средняя оценка 6,8/10. Консенсус сайта гласит: «В фильме „Элвис“ стандартная формула рок-байопика становится совершенно новой, а ослепительная энергия и стиль База Лурмана прекрасно дополняются выдающимся исполнением главной роли Остином Батлером». Metacritic, который использует средневзвешенную оценку, присвоил фильму 64 балла из 100 на основе 60 критических оценок, что означает «в целом благоприятные отзывы».
В декабре 2022 года фильм был назван в числе номинантов на кинопремию «Золотой глобус» в категориях «Лучший фильм (драма)», «Лучший актёр в драматическом фильме» и «Лучший режиссёр».

## Реакция семьи Пресли
Перед мировой премьерой фильма на Каннском кинофестивале Лиза Мари Пресли, дочь Элвиса, похвалила фильм в Instagram после того, как посмотрела его дважды. Она также высказала свои мысли по поводу исполнения Батлером роли её покойного отца, заявив, что он «прекрасно передал и воплотил сердце и душу моего отца. По моему скромному мнению, его исполнение беспрецедентно и, наконец-то, сделано точно и уважительно», а также назвала Батлера претендентом на премию Оскар за лучшую мужскую роль. О режиссуре Лурмана она написала, что «вы можете почувствовать его чистую любовь, заботу и уважение к моему отцу на протяжении всего этого прекрасного фильма, и это наконец-то то, чем я, мои дети и их дети могут гордиться вечно».
Бывшая жена Элвиса, Присцилла, высказала свое мнение о фильме: «Для тех, кому интересно узнать о новом фильме „Элвис“, Баз Лурман, режиссёр, недавно устроил частный показ для меня и Джерри Шиллинга на студии Warner. Эта история об отношениях Элвиса и полковника Паркера. Это подлинная история, рассказанная блестяще и творчески, которую мог передать только Баз в своей уникальной художественной манере. Остин Батлер, сыгравший Элвиса, просто великолепен. На половине фильма мы с Джерри посмотрели друг на друга и сказали: ВАУ!!! Браво ему… Он знал, что ему предстоит сыграть большую роль. Он очень нервничал, играя эту роль. Я могу только представить. Том Хэнкс сыграл в этом фильме роль Полковника Паркера. Какой он был. У Полковника было две стороны, Джерри и я были свидетелями обеих. История, как мы все знаем, не имеет счастливого конца. Но я думаю, вы поймете немного больше о путешествии Элвиса, написанном режиссёром, который вложил в этот фильм свое сердце, душу и много часов».
21 мая 2022 года внучка Пресли, актриса и режиссёр Райли Кио, поделилась своими впечатлениями после просмотра фильма в Каннах, сказав: «Это был очень эмоциональный опыт. Очень напряженно смотреть, когда речь идет о твоей семье. Первый фильм, который я посмотрела в кинотеатре и сказала, что хочу сниматься в кино, был „Мулен Руж!“, мне было 12 лет. Для меня было большой честью узнать, что Баз снимает этот фильм. Фильмы „Ромео + Джульетта“ и „Мулен Руж!“ для того возраста, в котором я тогда находилась, были действительно сильными. Не то чтобы я как-то не доверяла Базу, но мы оберегаем свою семью. В конце концов, мы не собираемся указывать Базу Лурману, как снимать кино. В первые пять минут я почувствовала, сколько труда Баз и Остин вложили в то, чтобы сделать всё правильно. Это сразу же вызвало у меня эмоции. Я начала плакать уже через пять минут и не могла остановиться. В нашей семье много семейных травм и травм поколений, которые начались примерно тогда. Я чувствовала себя польщенной, что они так усердно работали, чтобы действительно передать его сущность, почувствовать его сущность. Остин так прекрасно это передал».
10 января 2023 года Лиза Мари Пресли приняла участие в награждении фильма «Элвис» о её отце Элвисе Пресли на 80-й церемонии вручения премии «Золотой глобус», которую она посетила вместе со своей матерью, Присциллой Пресли. Это последнее появление Лизы Мари Пресли на публике широко освещалось каналами телевидения и мировыми СМИ. 12 января 2023 года Лиза Мари Пресли умерла после остановки сердца в медицинском центре Уэст Хиллз в Лос Анджелесе.

## Награды и номинанции
| Список наград и номинаций | Список наград и номинаций | Список наград и номинаций           | Список наград и номинаций | Список наград и номинаций |
| Кинопремия                | Дата церемонии            | Категория                           | Номинант(ы)               | Результат                 |
| ------------------------- | ------------------------- | ----------------------------------- | ------------------------- | ------------------------- |
| Золотой глобус            | 2023                      | Лучший фильм — драма                |                           | Номинация                 |
| Золотой глобус            | 2023                      | Лучший режиссёр                     | Баз Лурман                | Номинация                 |
| Золотой глобус            | 2023                      | Лучший актёр в драматическом фильме | Остин Батлер              | Победа                    |
| BAFTA                     | 2023                      | Лучший фильм                        |                           | Номинация                 |
| BAFTA                     | 2023                      | Лучшая мужская роль                 | Остин Батлер              | Победа                    |
| Спутник                   | 2023                      | Лучший фильм — комедия или мюзикл   |                           | Номинация                 |
| Спутник                   | 2023                      | лучший режиссёр                     | Баз Лурман                | Номинация                 |
| Спутник                   | 2023                      | Лучшая мужская роль                 | Остин Батлер              | Победа                    |
| Спутник                   | 2023                      | Лучшая операторская работа          | Мэнди Уокер               | Номинация                 |
| Спутник                   | 2023                      | Лучшая музыка к фильму              | Doja Cat«Vegas»           | Номинация                 |
| Спутник                   | 2023                      | Лучший звук                         |                           | Номинация                 |